# 六月日記
六月日記（韓語: 6월의일기）是一部於2005年12月1日上映的韩国悬疑犯罪电影，由申恩慶、金侖珍和文晸赫等人主演。 這部電影在韓國的觀影人數為697,980人。